# Franc-maçonnerie au Brésil
La présence de la franc-maçonnerie au Brésil est évoquée dans quelques documentations à partir de 1797. Interdite plusieurs fois pendant des périodes plus ou moins longues au cours de son histoire, elle connait entre ces interdictions un essor rapide dans le pays et un rayonnement au Paraguay et en Uruguay.  La première obédience créée est le Grand Orient du Brésil en 1822, par trois loges françaises. Elle connait une forte opposition du clergé catholique et s'unit en 1883 après une longue période de division jusqu'en 1927. La franc-maçonnerie brésilienne est la plus importante d'Amérique du Sud en nombre de membres. En 2017 l’ensemble des courants obédientiels est présent sur son territoire.

## Historique

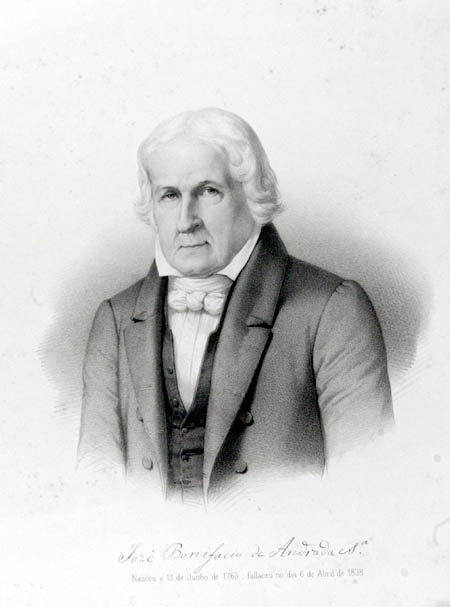
José Bonifácio de Andrada e Silva

Affirmée comme existante depuis 1797 par la création d'une loge maçonnique à la fin du XVIIIe siècle, la franc-maçonnerie brésilienne est reconnue comme une puissance maçonnique d'importance majeure en Amérique du Sud. Cependant certains historiens divergent en 2017 sur la véracité de cette existence avant le début du XIXe siècle, d'autres situent les premières créations documentées vers 1801. Elle est toutefois interdite une première fois entre 1806 et 1819 par le vice-roi, le conte dos Arcos. À la proclamation comme empereur de Pierre Ier du Brésil en 1822, trois loges françaises fondent le Grand Orient du Brésil. José Bonifácio de Andrada e Silva  patriarche de l'indépendance en est un temps le grand maître. Il cède sa place à l’empereur qui fait interdire de nouveau la franc-maçonnerie par crainte de leurs activités politiques. Après son abdication et à partir de 1831, l'activité des loges recommence. La franc-maçonnerie brésilienne affirme à cette époque un caractère politique très marqué en s'engageant dans les mouvements de sédition visant à l'indépendance du Brésil.
Dès lors le Grand Orient du Brésil se reconstitue et commence une extension significative, il étend son influence jusqu'en Uruguay et au Paraguay. La situation de la franc-maçonnerie reste toutefois instable et connaît de multiples divisions, jusqu'en 1883 où une majorité de loges se rallie à l'obédience, face à l'hostilité d'un clergé catholique très actif dans l'antimaçonnisme. Cette alliance perdure jusqu'en 1927. Un schisme entre juridiction de hauts grades et de loges symboliques va déboucher sur la création de 22 grandes loges dont les souverainetés se calquent sur les frontières des États constitutifs du Brésil.  Ces créations créent une multiplicité de relations d'amitiés diverses, les 22 grandes loges étant reconnues par la grande majorité des obédiences américaines et canadiennes et le Grand Orient du Brésil, obédience historique ayant conservé la reconnaissance des grandes loges anglaises, écossaises et irlandaises et principalement celle de la Grande Loge unie d'Angleterre qui lui accorde une reconnaissance exclusive en 1935.